# Contomastix celata
Contomastix celata es una especie de lagarto teíido endémico de Argentina.
Dentro del género Contomastix se encuentra la especie C. lacertoides que se distribuye a lo largo de Argentina, Uruguay y Brasil en parches disjuntos. Las diferencias morfológicas que existen entre sus poblaciones sugieren que podría tratarse de un complejo de especies. Mario Cabrera, investigador del IDEA (UNC-CONICET), clasificó a las especies de C. lacertoides que habitan en Córdoba y Sierra de la Ventana como una nueva especie que nombró Contomastix celata.